# Тшецевець
Тшецевець (пол. Trzeciewiec, нім. Goldfeld) — село в Польщі, у гміні Добрч Бидґозького повіту Куявсько-Поморського воєводства.
Населення — 507 осіб (2011). За даними гмінної канцелярії Добрч (31 грудня 2023 р.) у місті проживало 435 осіб.
У 1975-1998 роках село належало до Бидгощського воєводства.

## Демографія
Демографічна структура станом на 31 березня 2011 року:
|          | Загалом | Допрацездатний вік | Працездатний вік | Постпрацездатний вік |
| -------- | ------- | ------------------ | ---------------- | -------------------- |
| Чоловіки | 264     | 56                 | 187              | 21                   |
| Жінки    | 243     | 43                 | 151              | 49                   |
| Разом    | 507     | 99                 | 338              | 70                   |